# Christine Raudies

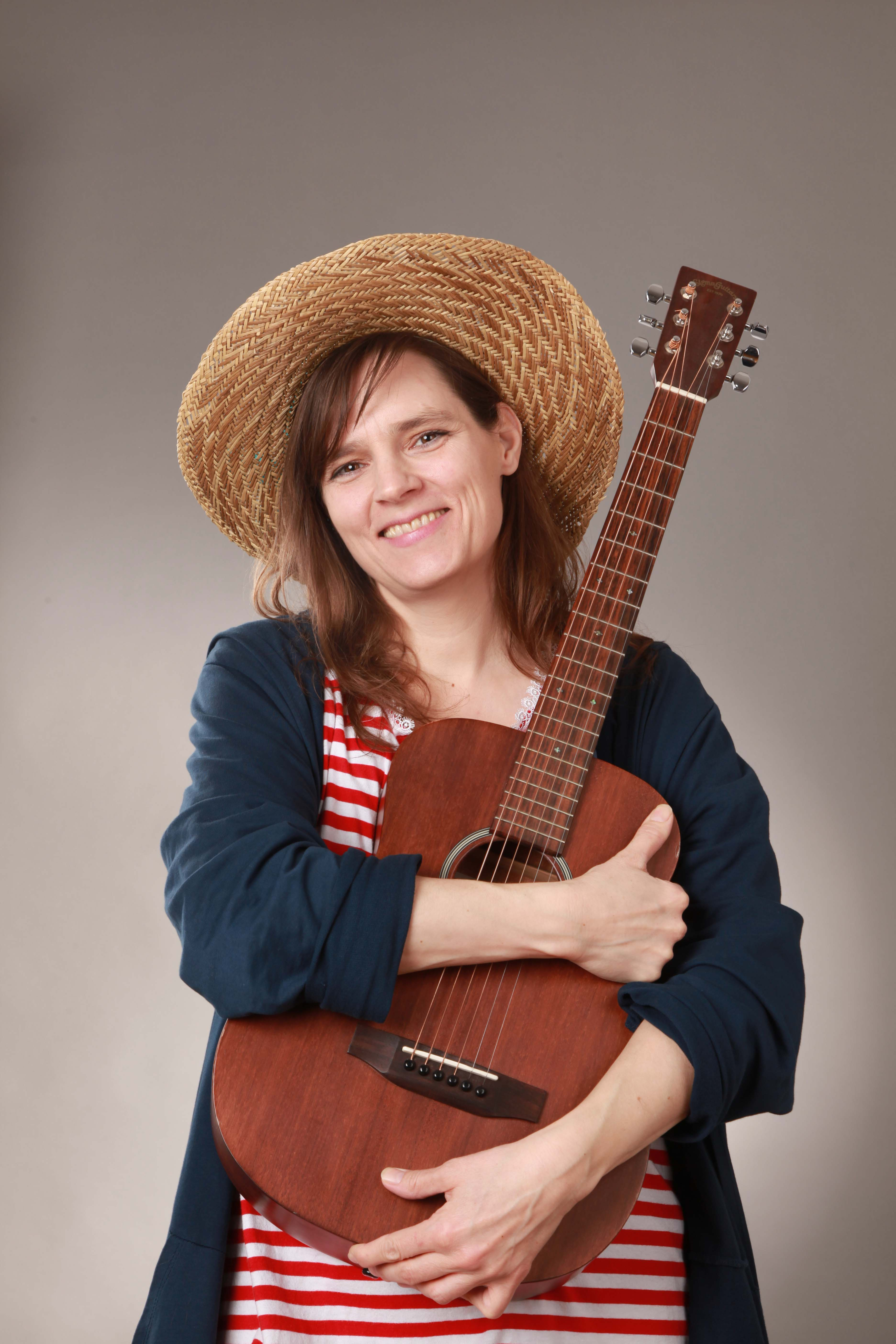
Christine Raudies, 2019

Christine Raudies (* 1970), auch bekannt als Raudieschen, ist eine deutsche Autorin, Kinderliedermacherin, Literaturpädagogin, Textdichterin und Illustratorin. Unter dem Künstlernamen Tine Andersen tritt sie als Chansonsängerin auf.

## Biografie
Christine Raudies wuchs in Schleswig-Holstein auf. Nach dem Abitur studierte sie Kulturwissenschaften mit ästhetischer Praxis an der Stiftung Universität Hildesheim und arbeitete zunächst als freie Journalistin, Texterin und PR-Referentin. Sie ist die Schwester der Landtagsabgeordneten und Politikerin Beate Raudies.